# Río Azul
Pour les articles homonymes, voir Rio Azul (homonymie).
Le  Río Azul (ou Rivière Bleue en français) se trouve en Patagonie argentine. Il a ses sources dans la Cordillère des Andes, à une altitude de 1800 mètres, au nord-ouest de la localité d'El Bolsón, dans la province de Río Negro, département de Bariloche, et, après avoir parcouru 40 km dans une profonde vallée, il se jette dans le lac Puelo, tributaire du Río Puelo, dans la province de Chubut.

## Description du cours supérieur
Né à l'est de la Cordillère des Andes, le Río Azul appartient au versant de l'Océan Pacifique, vu qu'il déverse ses eaux dans le lac Puelo dont l'émissaire, le Río Puelo, franchit la frontière chilienne pour déboucher finalement dans l'Estuaire de Reloncaví, non loin de la ville chilienne de Puerto Montt.
Son origine se situe essentiellement dans divers arroyos (petites rivières ou ruisseaux) qui drainent l'eau de fonte du glacier Hielo Azul (ce qui veut dire glace bleue), et il reçoit aussi les apports d'autres tributaires venus du Cerro Cigarro (2210 mètres), situé plus à l'ouest vers la frontière du Chili.
Dès le début, il reçoit du côté gauche les eaux du Cañadón del Rayado. Rapidement il s'engage dans une profonde vallée glaciaire, encaissée entre deux murailles de roche en direction ouest-est appelée Cajón del Azul. Son cours supérieur continue de la sorte, jusqu'à son confluent avec un tributaire gauche, le Río Encanto Blanco. Là, il va tourner brusquement en direction sud, vers le lac Puelo. C'est son cours inférieur qui débute.

## Cours inférieur
Dans cette partie de son cours, il reçoit du côté droit les apports de nombreux cours d'eau dévalant des cimes neigeuses de la cordillère. Parmi eux les principaux sont les 
arroyos Raquel, Lindo et Motoco.
Près de son embouchure, il reçoit du côté gauche les eaux de son affluent principal 
le Río Quemquemtreu, qui coulait parallèlement à lui depuis plusieurs kilomètres et dont il était séparé par une élévation boisée dénommée Loma del Medio.

## Débit et crues
Le Rio Azul présente des crues saisonnières à l'époque des pluies (automne/hiver), qui arrachent de grandes quantités de matériaux, surtout des pierres et des arbres, sapés par l'érosion de ses berges. Son débit moyen est approximativement de 30 m3/s.

## Faune ichtyologique
Sur tout son parcours le Río Azul possède une quantité moyenne de poissons, composés principalement de truites des variétés truite fario (d'origine européenne) (Salmo fario) et truite nord-américaine arc-en-ciel (Oncorhynchus mykiss).